# Паринуш Сании
Паринуш Сании (на персийски: پرینوش صنیعی‎) е иранска социоложка, психоложка и писателка, авторка на произведения в жанра драма.

## Биография и творчество
Паринуш Сании е родена през 1949 г. в Техеран, Иран. Завършва „Психология“ в Техеранския университет. Печели стипендия в Калифорнийския университет, в който има възможност да защити докторат, но поради избухването на Ислямската революция се прибира в родината си. В продължение на 20 години е главен консултант и ръководител на изследователския отдел във Върховния координационен съвет на Министерството на техническото и професионалното образование на Иран.
Първият ѝ роман „Моята орис“ е издаден през 2003 г. Той представя петдесетгодишната история на живота на иранката Масумех във времето от режима на шах Реза Пахлави до режима на Хомейни. Романът е забраняван на 2 пъти в Иран. В негова подкрепа се обявява известната иранска общественичка и защитничка на правата на жените и децата Ширин Ебади. Той претърпява 20 издания и се превръща в световен бестселър. Италианското издание на книгата получава престижната литературна награда „Джовани Бокачо“ за най-добър чуждестранен автор.
Следващият ѝ роман „Бащата на другия“ е още по-популярен от първия. Романът представя историята на малката Шахаб, въз основа на действителен случай на дете, което не говори до седемгодишна възраст.
Паринуш Сании живее със семейството си в Техеран.

## Произведения

### Самостоятелни романи
- Sahm-e man (2003)
Моята орис, изд.: „Жанет 45“ изд.: „Жанет 45“, София (2014), прев. Людмила Янева
- Pedar-e aan digari (2007)
Бащата на другия, изд.: „Жанет 45“ София (2017), прев. Людмила Янева
- Range-e Hambastegee (2013)
- Anhaa ke Raftand va Anha ke Mandand (2014)
- Тези, които останаха и онези, които заминаха, изд.: „Жанет 45“ София (2025), прев. Людмила Янева